# Maria Castillo

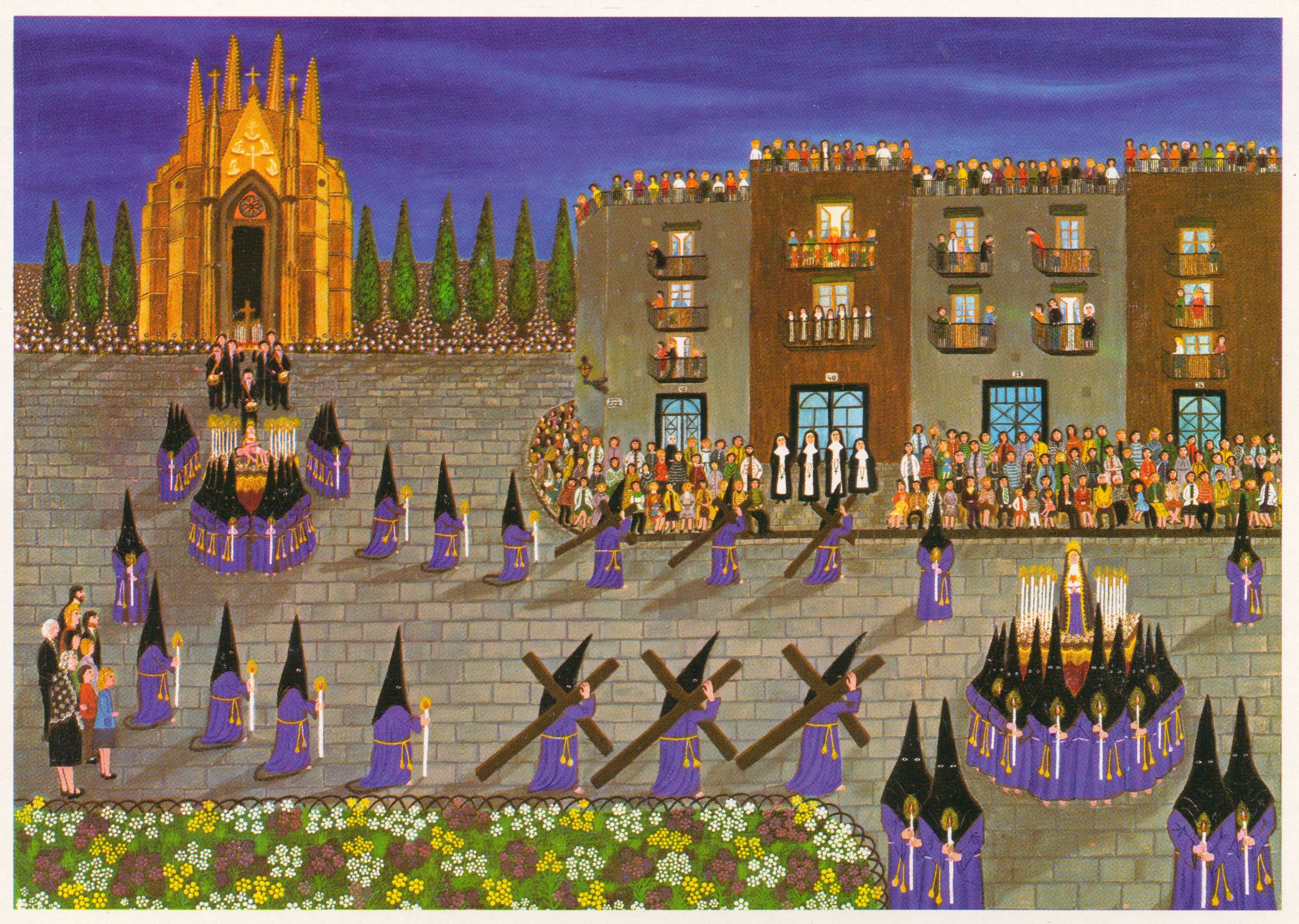
Setmana Santa. Obra de Maria Castillo.

Maria Castillo Pinyol (Barcelona, 1927-2001) fou una pintora naïf autodidacta que destacà pel seu llenguatge ingenu, centrant-se en temes autobiogràfics i escenes de la vida quotidiana. Casada amb el també pintor naïf Vicenç Gascón.

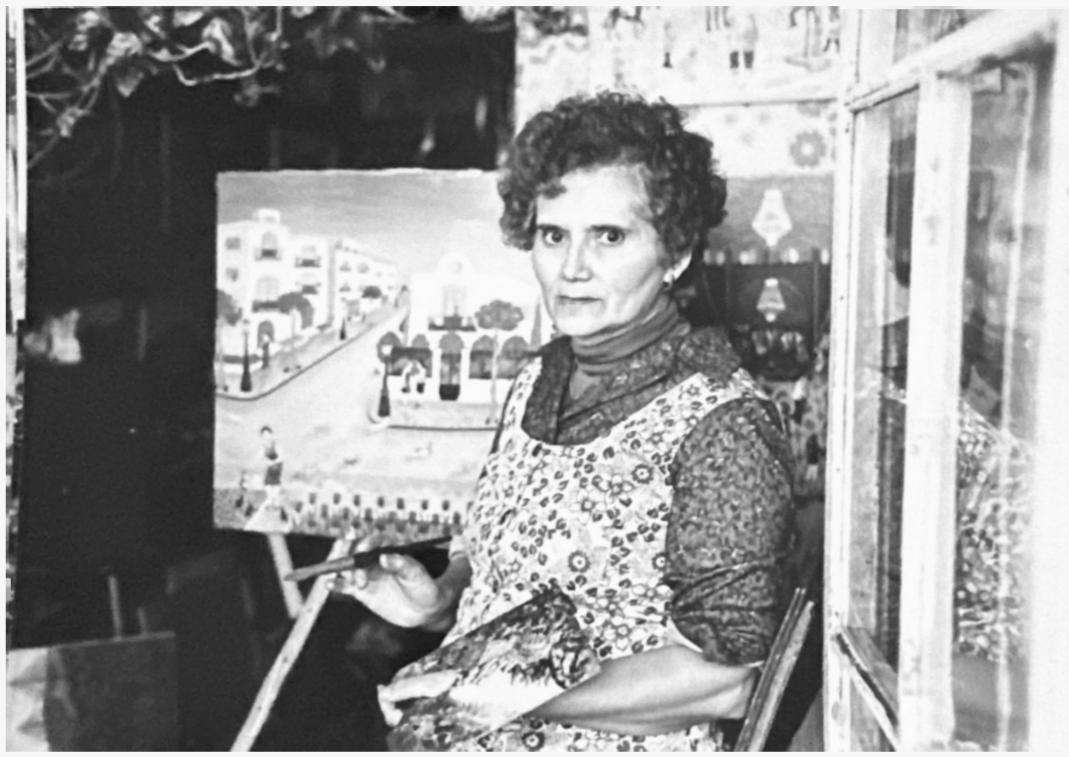
La pintora Maria Castillo en plena obra

Des de l'any 1979 va exposar regularment en diferents galeries i certàmens. Existeixen obres seves en col·leccions privades de tot l'estat espanyol, Holanda, Washington, França i al Museo Internacional de Arte Naïf de Jaén ubicat al Palacio de Villardompardo.

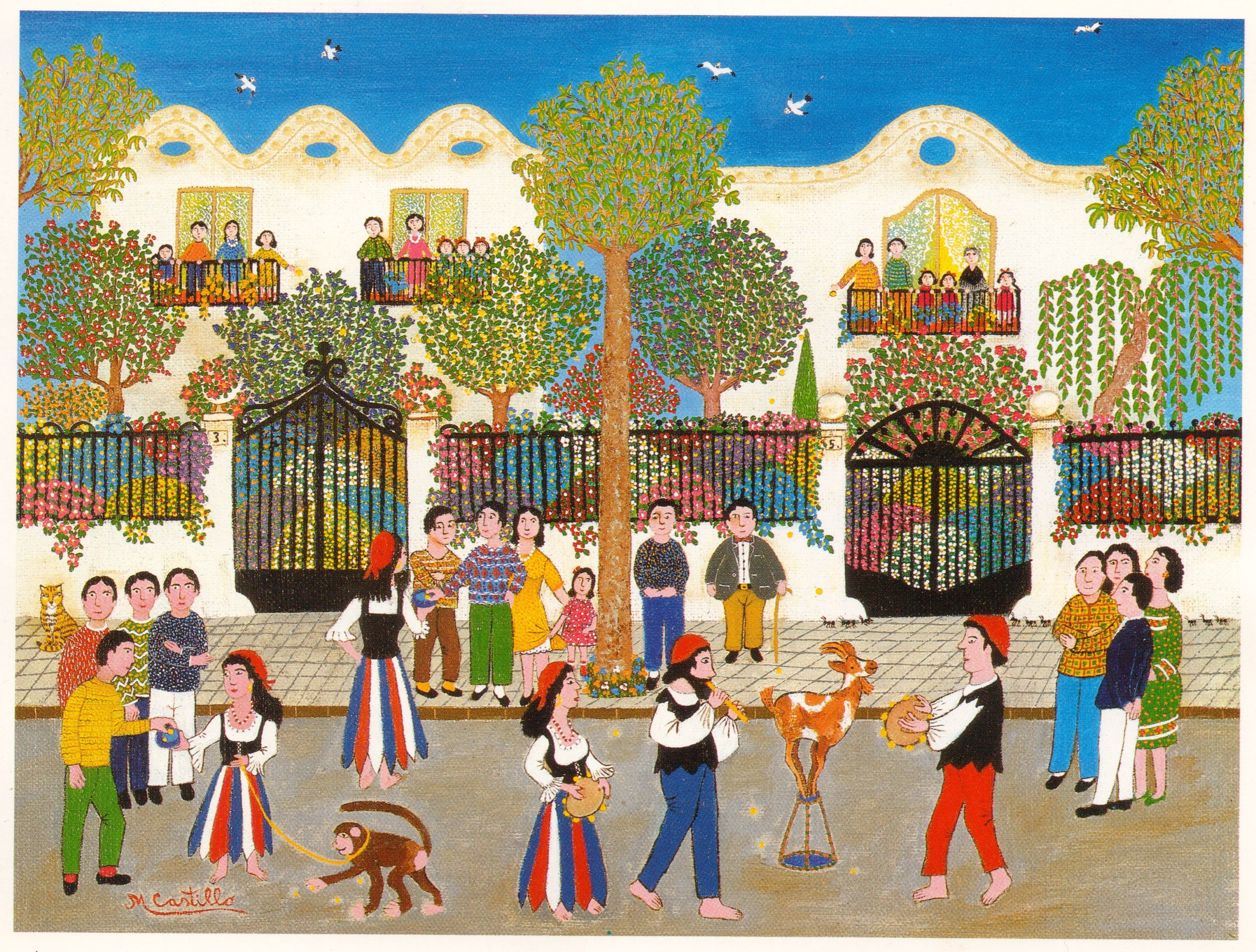
La cabreta. Pintura de Maria Castillo

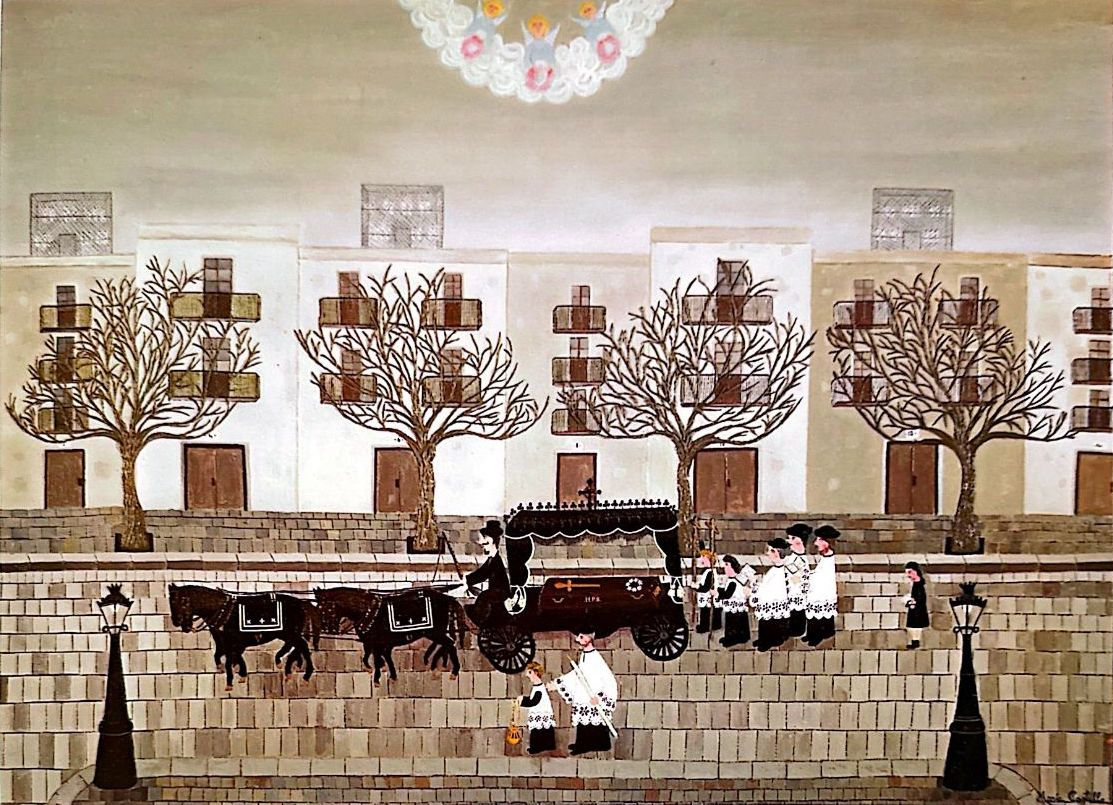
L'enterrament de la mare. Maria Castillo

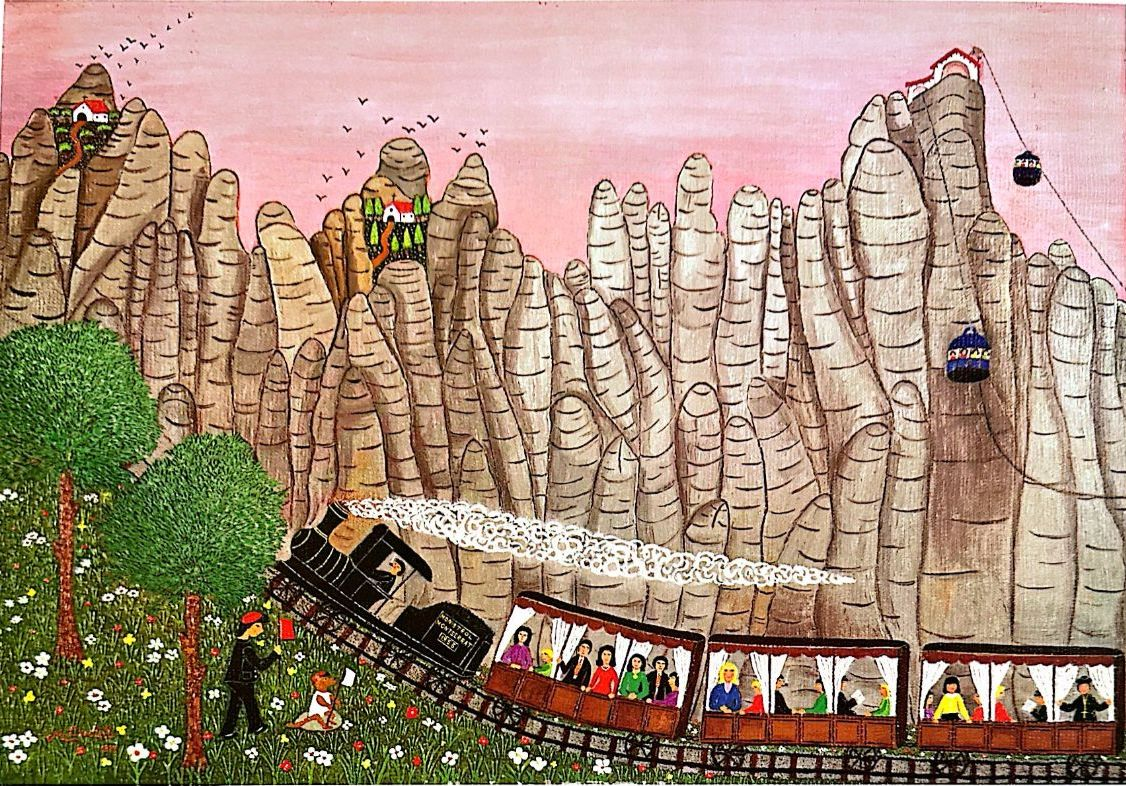
La cremallera de Montserrat. Maria Castillo

"És l'obra d'una persona plena de sensibilitat i que amb els pinzells ens explica les seves vivències, els seus pensaments, les seves idees, però ho fa ingènuament, sense preocupar-se de res més que de la seva sinceritat. (...) Ens diu paisatges, ens parla de reunions, d'aplecs, de bodes, etc, però ho diu tan bé, amb aquesta sinceritat que té ella mateixa i que la transmet a través dels seus pinzells a la pròpia tela". Josep Maresma i Pedragosa (1987)
"Per a Maria Castillo, l'obra representa una narració de records de la infància. Les seves interpretacions són d'una minuciositat que sorprèn i el seu llenguatge té com a eina el pinzell". Imma Gómez (1985)
Va ser mare de la flautista Montserrat Gascón.

## Exposicions[5]
- Galeria LLorens de Barcelona
- International Week a Washington
- Musée International d'Art Naïf Max Fourny de Paris
- Museo Luzzara d' Italia
- Naïf Centro Galería de Arte de Madrid
- Museo Internacional de Arte Naïf de Jaén
- Museu de Badalona
- Galeria Refugi de Barcelona
- Galeria Roglán de Barcelona
- Unicef "Art Catalunya '87"